# Tōhaku Hasegawa

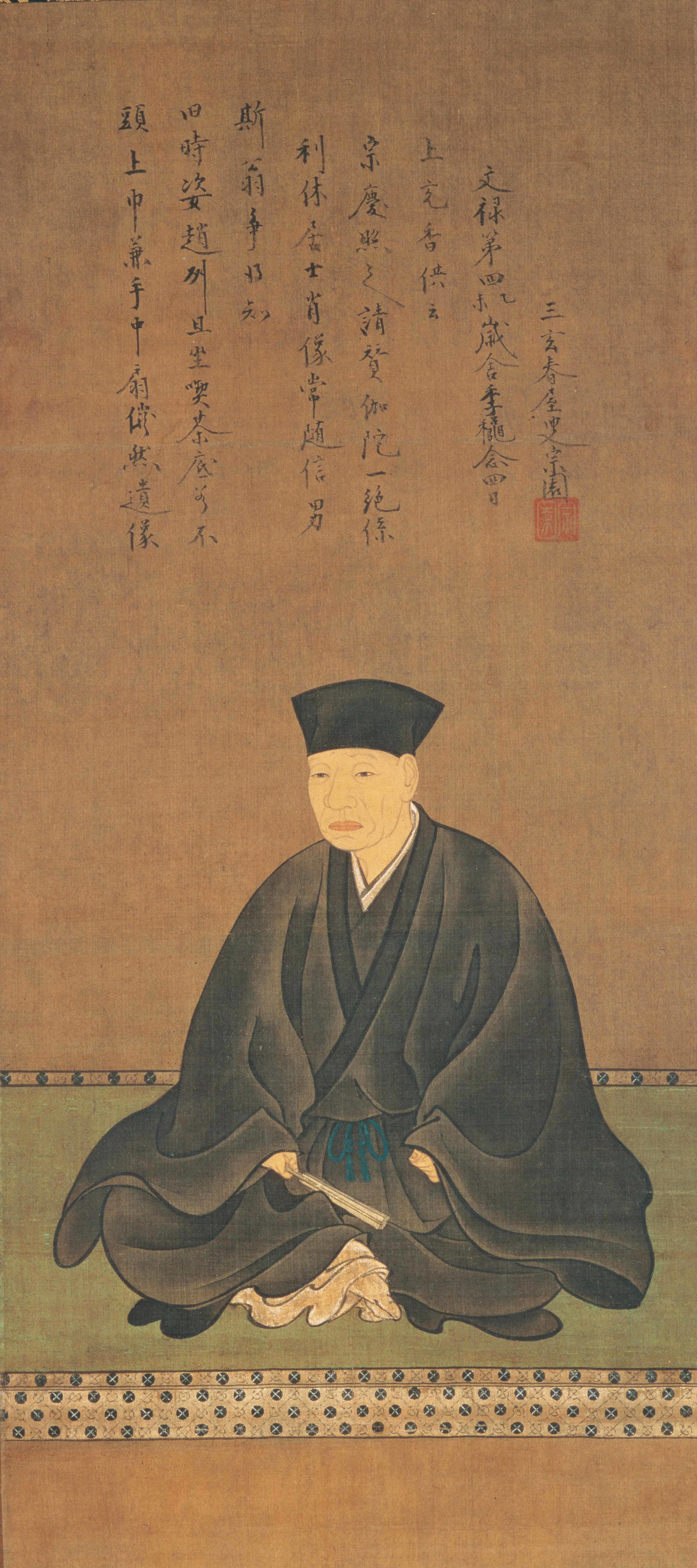
Portret Sen no Rikyū autorstwa Tōhaku Hasegawy, kaligrafia – Sōen Shun'oku

Tōhaku Hasegawa (jap. 長谷川 等伯 Hasegawa Tōhaku; ur. 1539 w Nanao, obecnie prefektura Ishikawa, zm. 20 marca 1610 w Edo, obecnie Tokio), malarz japoński, uważany za twórcę szkoły malarskiej Hasegawa.

## Życiorys
Pochodził z rodziny farbiarzy tkanin o nazwisku Hatakeyama, został adoptowany przez rodzinę Hasegawa. Od młodości studiował ikonografię buddyjską oraz malarstwo ludowe. Pierwsze prace tworzył w klasztorach buddyjskich w prowincji Noto (obecnie prefektura Fukui), były to – obok dzieł o charakterze religijnym – portrety.
Po ukończeniu 30 lat, ok. 1571 przeniósł się do Kioto, gdzie zgłębiał chińskie malarstwo pejzażowe X-XIV wieku, z okresu dynastii Song i Yuan. Zafascynowany był twórczością XV-wiecznego artysty Sesshū Tōyō, mistrza malarstwa tuszem.
Przez pewien czas był również uczniem Eitoku Kanō, twórcy malarskiej szkoły Kanō. Pod jej wpływem, wykorzystując zarazem inne tradycje, wypracował własny styl i założył odrębną szkołę, którą prowadził razem z synem.
Hasegawa pozostawał w bliskich kontaktach z opatem świątyni Honpō-ji w Kioto, mnichem Nittsū, który na podstawie rozmów z malarzem opracował zbiór jego myśli na temat sztuki, zwłaszcza wpływu malarstwa chińskiego na japońskie – Tōhaku gasetsu (1592).
Inną znaczącą postacią, która wywarła wpływ na Hasegawę, był Sen no Rikyū (1522–1591), autorytet w dziedzinie organizacji ceremonii chanoyu, przyrządzania herbaty matcha oraz jej picia. Zarówno Nittsū, jak i Sen no Rikyū, poza wpływem na sztukę Hasegawy, wspierali rozwój jego kariery poprzez rekomendacje, które zapewniały malarzowi intratne zamówienia.
Hasegawa rywalizował z Eitoku Kanō o zdobycie uznania kolejnych przywódców ówczesnej Japonii: Nobunagi Ody, Hideyoshiego Toyotomi, Ieyasu Tokugawy, a po śmierci Kanō (1590) cieszył się sławą najznakomitszego żyjącego malarza. Udało mu się wówczas przerwać dominację stylu Kanō w sztuce japońskiej. Wielki prestiż zyskała także prowadzona przez niego pracownia dekoracji wnętrz i szkoła w Kioto. Wspierany przez Hideyoshiego i Ieyasu, na zaproszenie tego ostatniego schyłek życia spędził w Edo.
Zmarł w 1610. Dzięki jego synowi Kyūzō (1568–1593), a także dalszym uczniom i następcom, szkoła Hasegawa przetrwała do początków XVIII wieku.

## Twórczość
Styl szkoły Hasegawa łączył w sobie wpływy wielu mistrzów. Hasegawa wykorzystywał przede wszystkim tradycje malarstwa jednobarwnym, czarnym tuszem, ale tworzył także kompozycje wielobarwne. Tematyka jego prac obejmowała portrety, motywy buddyjskie, pejzaże, rośliny i zwierzęta (małpy, ptaki), także smoki. Najważniejsze prace Hasegawy związane są z dekoracją wnętrz, malował na rozsuwanych ścianach (fusuma) pałaców i świątyń czy parawanach.
Hasegawa był pierwszym malarzem, który uczynił wiodącym tematem prac sosnę. Jednym z najsłynniejszych jego dzieł (tusz na papierze) jest kompozycja na dwóch sześcioskrzydłowych parawanach pt.: Pejzaż z sosnowym gajem. „Malowidło przywodzi na myśl pozaczasową przestrzeń, głęboką i rozległą, którą jest pustka buddyzmu zen” (1600). Malowidło znajduje się w zbiorach Muzeum Narodowego w Tokio. Wykonał również m.in. pejzaż ścienny Cztery pory roku w świątyni Chishaku-in w Kioto, a na zamówienie Hideyoshiego Toyotomi, który chciał uczcić pamięć zmarłego w niemowlęctwie syna, kolorowe, złoto-błękitne malowidło na ścianie świątyni Shōun-ji w Kioto.

Pejzaż z sosnowym gajem (lewa strona)
Pejzaż z sosnowym gajem (prawa strona)
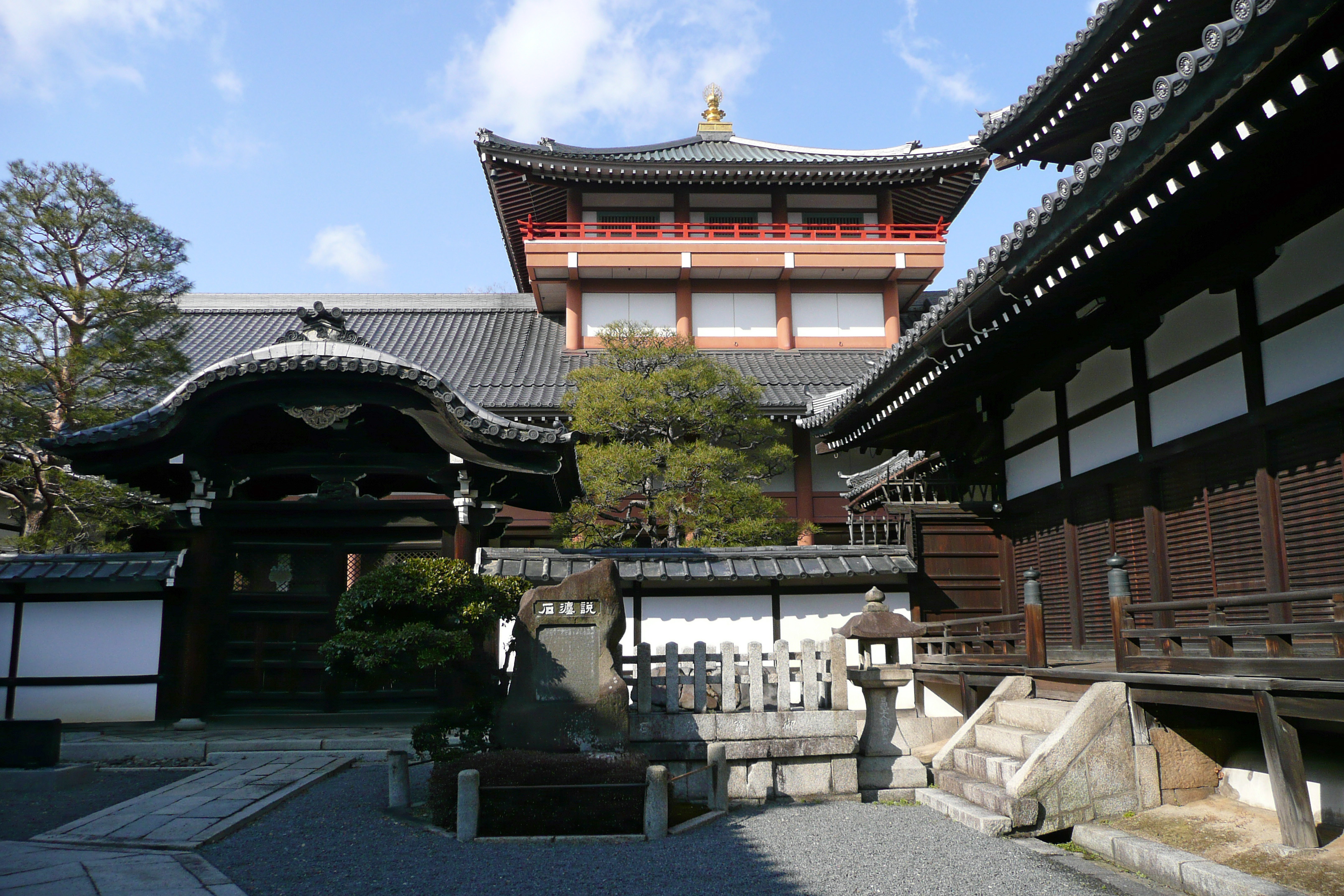
Świątynia Honpō-ji
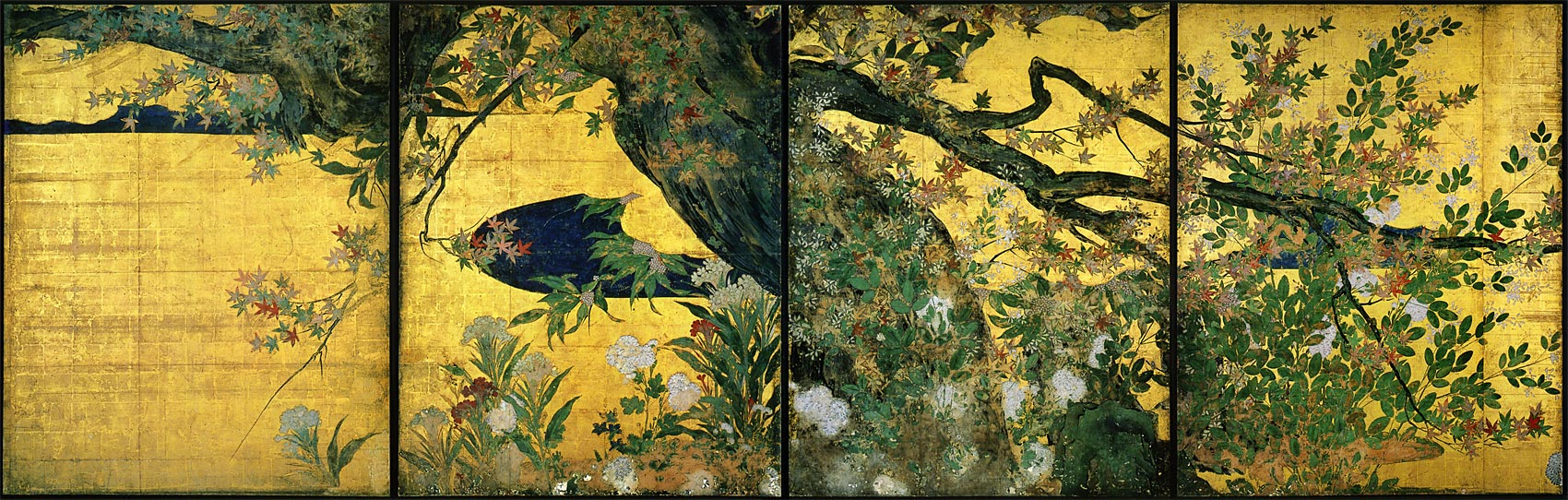
Klon i rośliny
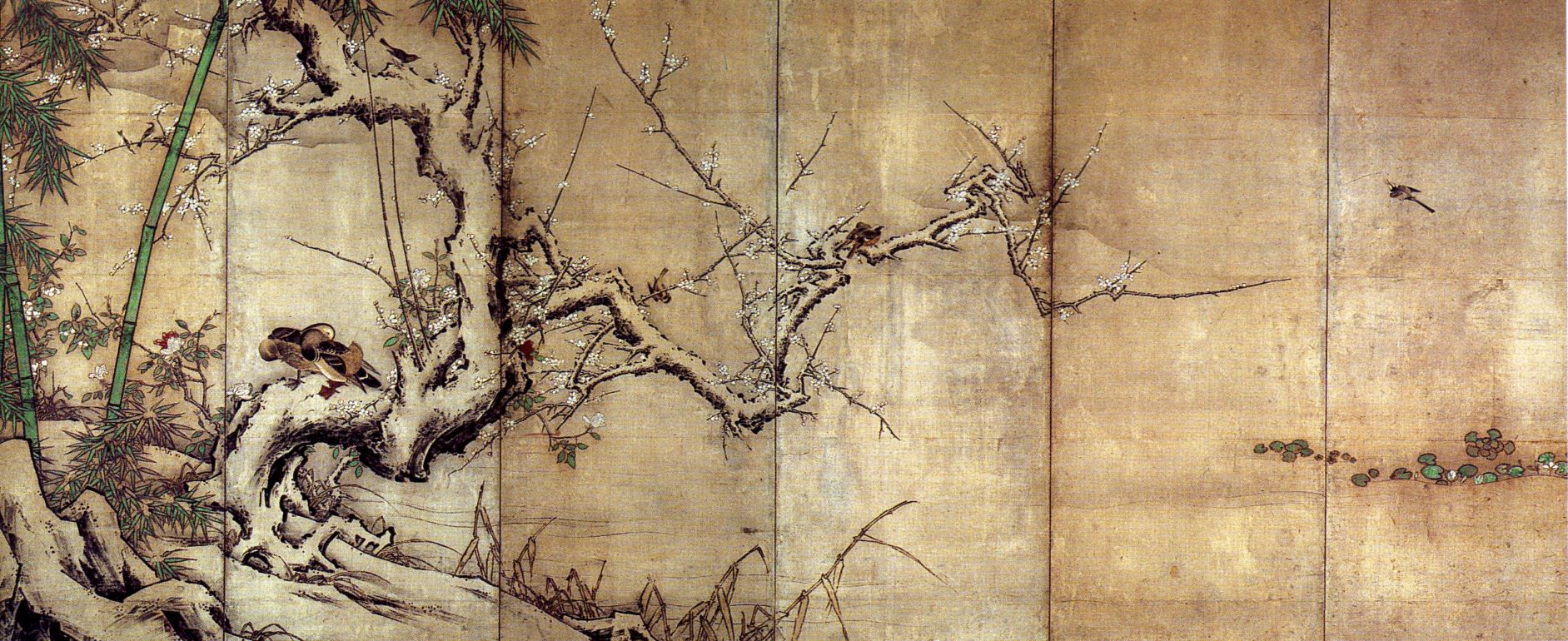
Ptaki i kwiaty